# Janne Kolling
Janne Kolling, née le 12 juillet 1968 à Aarhus, est une ancienne handballeuse internationale danoise qui évoluait au poste d'ailière droite.
Avec l'équipe du Danemark, elle participe notamment aux jeux olympiques de 1996 et 2000 où elle remporte deux médailles d'or. En 2000, elle est nommée dans l'équipe type du tournoi olympique.
Après avoir été championne d'Europe en 1994 puis en 1996, le titre de championne du monde qu'elle remporte en 1997 lui permet d'avoir une médaille d'or dans chacune des trois compétitions majeures.
Elle détient le record de sélection (250) et le deuxième total de buts (756) de l'histoire de l'équipe nationale du Danemark.

## Palmarès

### Club
compétitions internationales
- vainqueur de la coupe de l'EHF en 1994 (avec Viborg HK)

compétitions nationales
- championne du Danemark (4) en 1994, 1995, 1996 et 1997 (avec Viborg HK)
- vainqueur de la coupe du Danemark (3) en 1994, 1995 et 1997 (avec Viborg HK)

### En sélection nationale
Jeux olympiques d'été
- médaille d'or aux Jeux olympiques de 1996 à Atlanta
- médaille d'or aux Jeux olympiques de 2000 à Sydney

championnats du monde
- vainqueur du championnat du monde 1997
- troisième du championnat du monde 1995
- finaliste du championnat du monde 1993

championnats d'Europe
- vainqueur du championnat d'Europe 1994
- vainqueur du championnat d'Europe 1996
- finaliste du championnat d'Europe 1998

### Distinctions personnelles
- meilleure ailière droite aux jeux olympiques de 2000
- record de sélection (250) en équipe nationale du Danemark
- deuxième meilleure marqueuse (756) de l'histoire de l'équipe nationale du Danemark